# Limba brusselară
Brusselara (fr Brusseleer, nl Brussels) este un dialect francez puternic influențat de dialectul brabanson al neerlandezei. E vorbit în Bruxelles precum și în comunele vecine. În trecut a fost utilizat de un număr mare de vorbitori din Brabantul belgian, astăzi numărul de locutori ai brusselarei fiind în continuă și rapidă descreștere. 
Are 3 subdialecte:
- Marollien, cel mai vechi, astăzi pe cale de dispariție. Are fondul lexical specific brusselar, și multe elemente venite din franceza valonă, la care se adaugă mai multe împrumuturi din siciliană. E un grai practicat și îmbogățit de muncitorimea simplă.
- Beulmans, francizat nu numai în vocabular, dar mai ales în gramatică. După unii e vorba de un nou dialect francez, cu elemente germanice. Se folosește de obicei de tineri, nu are proză sau poezie, ci doar piese de teatru.
- Bargoensch, cu o gramatică asemănătoare de cea a luxemburghezei, dar cu o pronunțare foarte apropiată de cea a limbii engleze britanice. Datorită coloniștilor din Evul Mediu, avem și în limba română câteva cuvinte din brusselară, printre care și cuvântul «vleek» devenit «fleac».